# Ayodele Aladefa
Ayodele Aladefa   (né le 29 décembre 1970 à Ibadan et mort le 17 mai 2017 à Abilene) est un athlète nigérian, spécialiste du saut en longueur.

## Biographie
Il remporte le titre du saut en longueur lors des Championnats d'Afrique 1990 et 1992, et s'adjuge par ailleurs la médaille d'argent lors des éditions 1989 et 1993. Il termine au pied du podium des Jeux du Commonwealth de 1994.

### Palmarès
| Date | Compétition            | Lieu      | Résultat | Epreuve          | Marque |
| ---- | ---------------------- | --------- | -------- | ---------------- | ------ |
| 1989 | Championnats d'Afrique | Lagos     | 2e       | Saut en longueur |        |
| 1990 | Championnats d'Afrique | Le Caire  | 1er      | Saut en longueur |        |
| 1992 | Championnats d'Afrique | Belle-Vue | 1er      | Saut en longueur |        |
| 1993 | Championnats d'Afrique | Durban    | 2e       | Saut en longueur |        |
| 1994 | Jeux du Commonwealth   | Victoria  | 4e       | Saut en longueur |        |

### Records
| Épreuve          | Épreuve   | Performance | Lieu         | Date          |
| ---------------- | --------- | ----------- | ------------ | ------------- |
| Saut en longueur | Plein air | 8,08 m      | Bauchi       | 16 avril 1994 |
| Saut en longueur | Salle     | 7,65 m      | Indianapolis | 14 mars 1998  |